# Otis (luchador)
Nikola Bogojevic (Duluth, Minnesota, 21 de diciembre de 1991) es un luchador profesional estadounidense. Actualmente trabaja para la empresa WWE, donde se presenta en la marca Raw bajo el nombre de Otis.
Dentro de sus logros, está el ser ganador del Money In The Bank 2020, pero lo perdió en una lucha contra The Miz en Hell in a Cell de ese mismo año. También campeón en parejas de Raw junto a Chad Gable.

## Primeros años
Bogojevic nació en Duluth, Minnesota, el 21 de diciembre de 1991, de padres de ascendencia serbia. 

## Carrera como luchador amateur
Asistió a la Escuela secundaria superior en Wisconsin, donde fue un exitoso luchador amateur. Fue campeón en los Nacionales Grecorromanos junior de 2009. Se colocó tercer lugar en el campeonato Junior Freestyle de 2009. Originalmente comprometido con la Universidad de Wisconsin, luchó a nivel universitario para Augsburg College y Colorado State University-Pueblo. Ganó el título nacional en lucha grecorromana en los Juegos Panamericanos Junior en 2011 y un bronce grecorromano en los Juegos Panamericanos de 2014. En un momento fue considerado un prospecto para el equipo de lucha grecorromana de los Estados Unidos en los Juegos Olímpicos de Verano 2012 y pasó un tiempo entrenando en el Centro de Entrenamiento Olímpico en Colorado.

## Carrera como luchador profesional

### Inicios (2015-2016)
Bogojevic entrenó para convertirse en un luchador profesional en la Mercury Pro Wrestling Academy en Arvada, Colorado. Luchó bajo el nombre de Dozer para varias promociones regionales en Colorado, incluyendo Ultra Championship Wrestling-Zero y New Revolution Wrestling, donde ganó el Campeonato NRW Charged.

### WWE (2016–presente)

#### Heavy Machinery (2016-2020)
El 12 de abril de 2016, Bogojevic fue anunciado como uno de los 10 nuevos reclutas para comenzar a entrenar en el WWE Performance Center. Hizo su debut para WWE en un evento en vivo de NXT el 8 de julio, haciendo equipo con with Adrian Jaoude siendo derrotados por The Authors of Pain (Akam and Rezar). Más tarde ese mes, formó un equipo junto a Tucker Knight en eventos en vivo de NXT. Usando el nombre "Heavy Machinery", el dúo hizo su debut televisado el 19 de octubre en un episodio de NXT, perdiendo ante el equipo de Austin Aries y Roderick Strong como parte del torneo Dusty Rhodes Tag Team Classic de 2016, con Bogojevic ahora llamado Otis Dozovic.
El dúo regresó y tuvo su primera victoria televisada el 29 de marzo de 2017 en un episodio de NXT, derrotando al equipo de Mike Marshall y Jonathan Ortagun. El 12 de julio en un episodio de NXT, Heavy Machinery reto sin éxito por sus títulos a los Campeones en Equipo de NXT, The Authors of Pain.

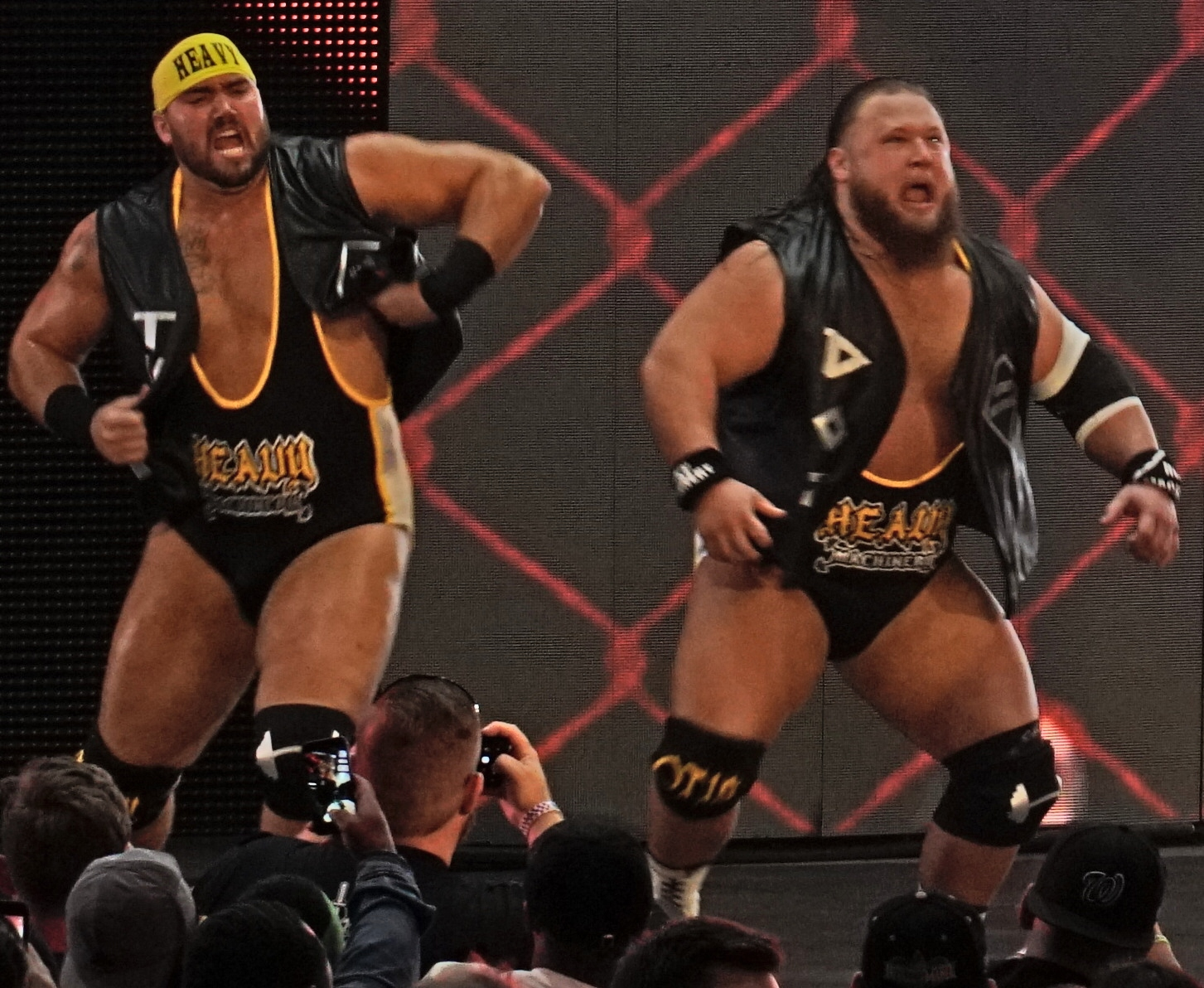
Heavy Machinery: Tucker (izquierda) y Otis (derecha), en 2018.

El 17 de diciembre de 2018 en un episodio de Raw, Heavy Machinery (Otis y Tucker) fueron anunciados como dos de los seis luchadores de NXT en ser ascendidos al roster principal. Debutaron el 14 de enero de 2019 en un episodio de Raw interrumpiendo una entrevista entre Alexa Bliss y Paul Heyman. En febrero, sus nombres en el ring fueron acortados a Otis y Tucker respectivamente. El dúo hizo su debut en un evento pago por visión en el pre-show de WrestleMania 35 el 7 de abril, donde ambos compitieron en el André the Giant Memorial Battle Royal. Sin embargo, ninguno de los dos logró ganar el combate y este fue ganado por Braun Strowman. El 16 de abril en un episodio de SmackDown, el equipo fue movido a la marca SmackDown durante el WWE Superstar Shake-up de 2019. El dúo participó en el 51-Man Battle Royal en el evento Super Showdown 2019, pero ambos fueron eliminados durante el combate. En el evento Stomping Grounds el 23 de junio, Heavy Machinery se enfrentó a Daniel Bryan y Rowan por los Campeonatos en Equipo de SmackDown, pero no lograron ganar los títulos. El siguiente mes en el evento Extreme Rules, Heavy Machinery volvió a competir por los Campeonatos en Equipo de SmackDown, esta vez en un combate triple threat tag team involucrando a Bryan y Rowan y a The New Day (Big E y Xavier Woods) que ganó The New Day. El 30 de septiembre en un episodio de Raw, Heavy Machinery hizo una aparición por medio de la regla wild card para retar a los Campeones en Equipo de Raw por sus títulos, pero perdieron ante los campeones Dolph Ziggler y Robert Roode. En el evento Crown Jewel el 31 de octubre, Heavy Machinery compitió en un combate tag team turmoil, pero fueron eliminados por The New Day.
En el evento Survivor Series el 24 de noviembre, Heavy Machinery participó en un tag team battle royal entre marcas que fue ganado por Dolph Ziggler y Robert Roode. A finales de 2019, Otis comenzó storyline romántica con Mandy Rose. El 26 de enero de 2020 en el evento Royal Rumble, logró salvar a Rose dos veces de ser eliminada durante el Royal Rumble femenino antes de que fuese eliminada junto a su compañera de equipo Sonya Deville. El 31 de enero, Rose aceptó una cita con Otis que se llevó a cabo el 14 de febrero en un episodio de SmackDown donde Dolph Ziggler se presentó en el lugar de Otis.

#### Alpha Academy (2020-2024)
A finales de 2020, Chad Gable creó la «Alpha Academy» y reclutó a Otis para unírsele. El 31 de enero de 2021 en Royal Rumble, participó en el Royal Rumble masculino como el número 20, sin embargo fue eliminado por King Corbin, durando 53 segundos.
En el episodio del 19 de SmackDown, Gable y Otis cambiaron a heel (rudos) luego de que se enfrentaran a Dominik y Rey Mysterio en una lucha por equipos, y Otis no dejara de atacar a este último durante y después del combate por órdenes de Gable. El 10 de abril en SmackDown! WrestleMania Edition, Alpha Academy se enfrentó a Dolph Ziggler y Robert Roode, The Street Profits (Angelo Dawkins y Montez Ford), y Dominik y Rey Mysterio en un combate fatal de cuatro Tequipos por los Campeonatos en Parejas de SmackDown!, en el que no lograron ganar. En Survivor Series, participó en el 25-Man Dual Brand Battle Royal en conmemoración a los 25 años de carrera de The Rock, eliminando a R-Truth, sin embargo fue eliminado por Omos.
A partir del 13 de febrero de 2023, Maxxine Dupri comenzó a intentar reclutar a Otis para unirse a Maximum Male Models (MMM), el equipo del cual ella era mánager. En el episodio del 13 de marzo de Raw, Gable encontró a Otis en el backstage participando en una sesión de fotos con Maximum Male Models (ma.çé, mån.sôör, y Maxxine). Luego de esto, Otis decidió irse con Maximum Male Models en lugar de continuar con Gable. Sin embargo, en el siguiente episodio de Raw, Otis acompañó a Gable en una lucha que este último tuvo contra Ricochet. A la mitad del combate, Maxxine salió para llevarse a Otis al backstage, provocándole una distracción a Gable y la derrota ante Ricochet. Aunque Otis había aceptado irse a Maximum Male Models, esto finalmente no sucedió y en su lugar continuó siendo compañero de Gable. Tras esto, desde el 17 de abril Maxxine fue poco a poco abandonando a Maximum Male Models debido a que se centró en querer ser la mánager de Otis y que este se decidiera por dejar a Gable. Como esto último no ocurrió, en su lugar optó por comenzar a ser mánager de Alpha Academy y empezó a acompañarlos en sus luchas iniciando en el episodio del 24 de abril de Raw. En el episodio del 15 de mayo de Raw, él y Gable participaron en una batalla real cuyo premio era determinar al contendiente número uno al Campeonato Intercontinental, en la cual fue eliminado por Bronson Reed y Gable por Ivar. Posteriormente el mismo mes, Maxxine se unió formalmente a Alpha Academy. En las semanas posteriores a su unión como equipo, él y sus compañeros comenzaron a cambiar lentamente a face (técnicos), obteniendo buenas reacciones por parte del público.
En el episodio del 15 de abril de 2024 de Raw, Chad Gable cambió a heel (rudo) al atacar a Sami Zayn. Una semana después, en el episodio del 22 de abril de Raw, Gable reafirmó su postura heel durante un segmento en el que lo criticó e insultó a él y a sus compañeros de Alpha Academy, Maxxine y Akira Tozawa, además de decirle que solo se centrarían en él y hacerlo jurar ayudarlo a capturar el Campeonato Intercontinental. En el episodio del 29 de abril de Raw, él y Tozawa se enfrentaron a The Awesome Truth (The Miz y R-Truth) en una lucha por los Campeonatos Mundiales en Parejas, en la que fueron derrotados. Sus constantes fracasos fueron nuevamente evidenciados por Gable en el episodio del 13 de mayo de Raw, además de pedirle no comportarse ridículamente en su combate de esa noche contra Sami Zayn, durante el cual lo desobedeció y terminó desconcentrándose haciendo sus chistosos ademanes característicos, lo que le permitió a Zayn conseguir la victoria. Luego del encuentro, Gable lo abofeteo por sus acciones. El 15 de junio en el evento Clash at the Castle: Scotland, junto a Maxxine, acompañó a Gable en su lucha por el título Intercontinental contra Sami Zayn, en la que fue derrotado y durante la cual él y su compañera nuevamente tuvieron desavenencias con él. Dos días después, en el episodio del 17 de junio de  Raw, él, Maxxine y Akira Tozawa se rebelaron contra Gable y lo abandonaron, dando por finalizada la alianza entre los cuatro, y por ende, la disolución del stable.

#### Alpha Babes (2024-presente)
Tras la disolución de Alpha Academy, permaneció aliado con Dupri y Tozawa, y en el episodio del 2 de diciembre de 2024 de Raw, informaron que su nuevo nombre como equipo sería el de Alpha Babes. El 1 de febrero de 2025, en Royal Rumble, ingresó a la contienda masculina con la entrada número seis, de la que fue eliminado por Bron Breakker y IShowSpeed, pero ayudó a sacar a este último.

## Otros medios
Otis ha aparecido en dos videojuegos de WWE. Ha sido un personaje jugable en WWE 2K19, WWE 2K20, WWE 2K22, WWE 2K23, y WWE 2K24.

## Campeonatos y logros
- New Revolution Wrestling
  - NRW Charged Championship (1 vez)[7]

- WWE
  - Raw Tag Team Championship (1 vez) - con Chad Gable
  - Money in the Bank (2020)

- Pro Wrestling Illustrated
  - Situado en el No. 255 en los PWI 500 de 2018[60]
  - Rookie del año (2017)[61]